# Japanagromyza etiennei
Japanagromyza etiennei este o specie de muște din genul Japanagromyza, familia Agromyzidae, descrisă de Martinez în anul 1994.
Este endemică în Guadeloupe. Conform Catalogue of Life specia Japanagromyza etiennei nu are subspecii cunoscute.